# Shiromine-ji

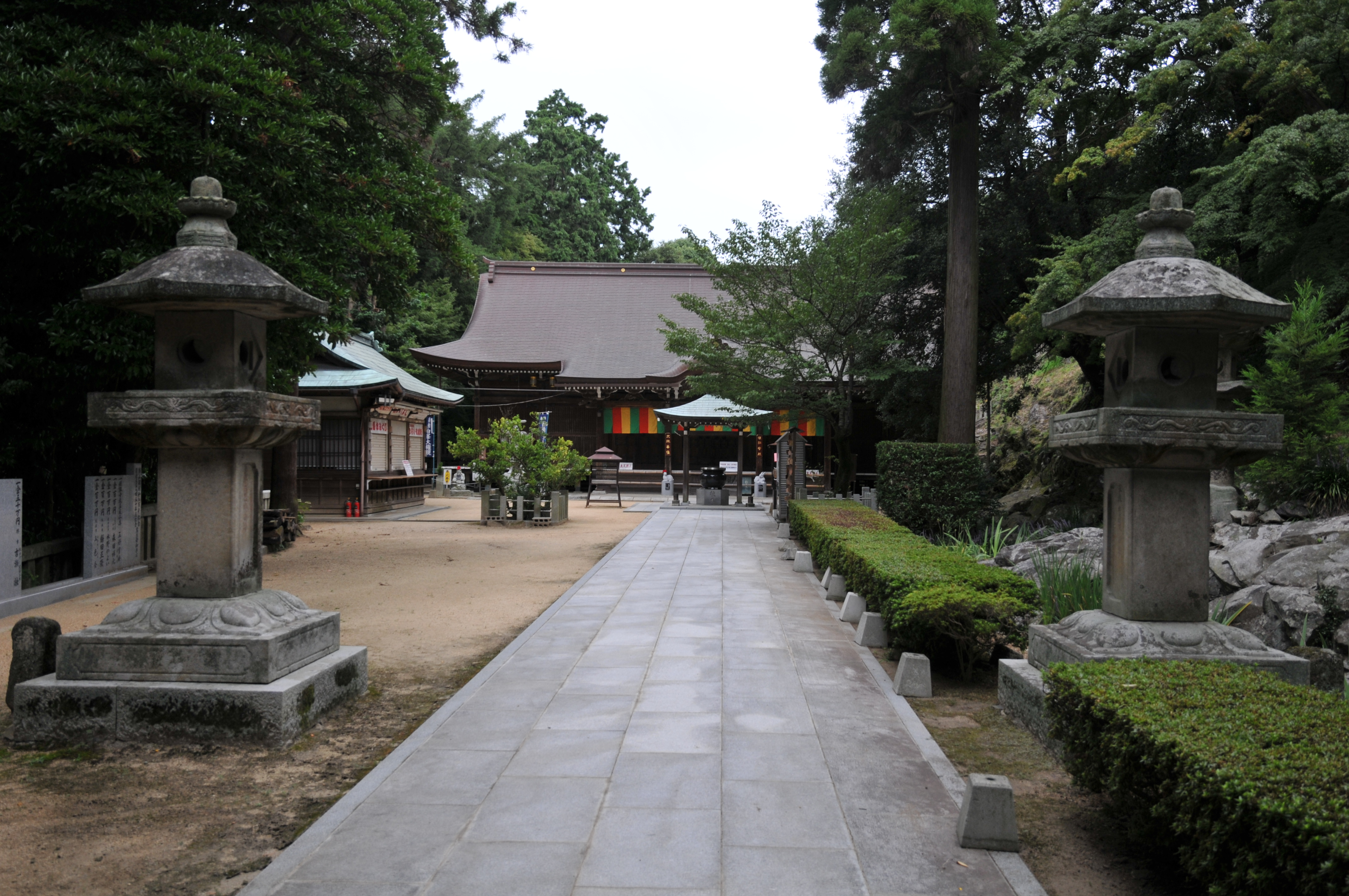
Das Toshō-jiin

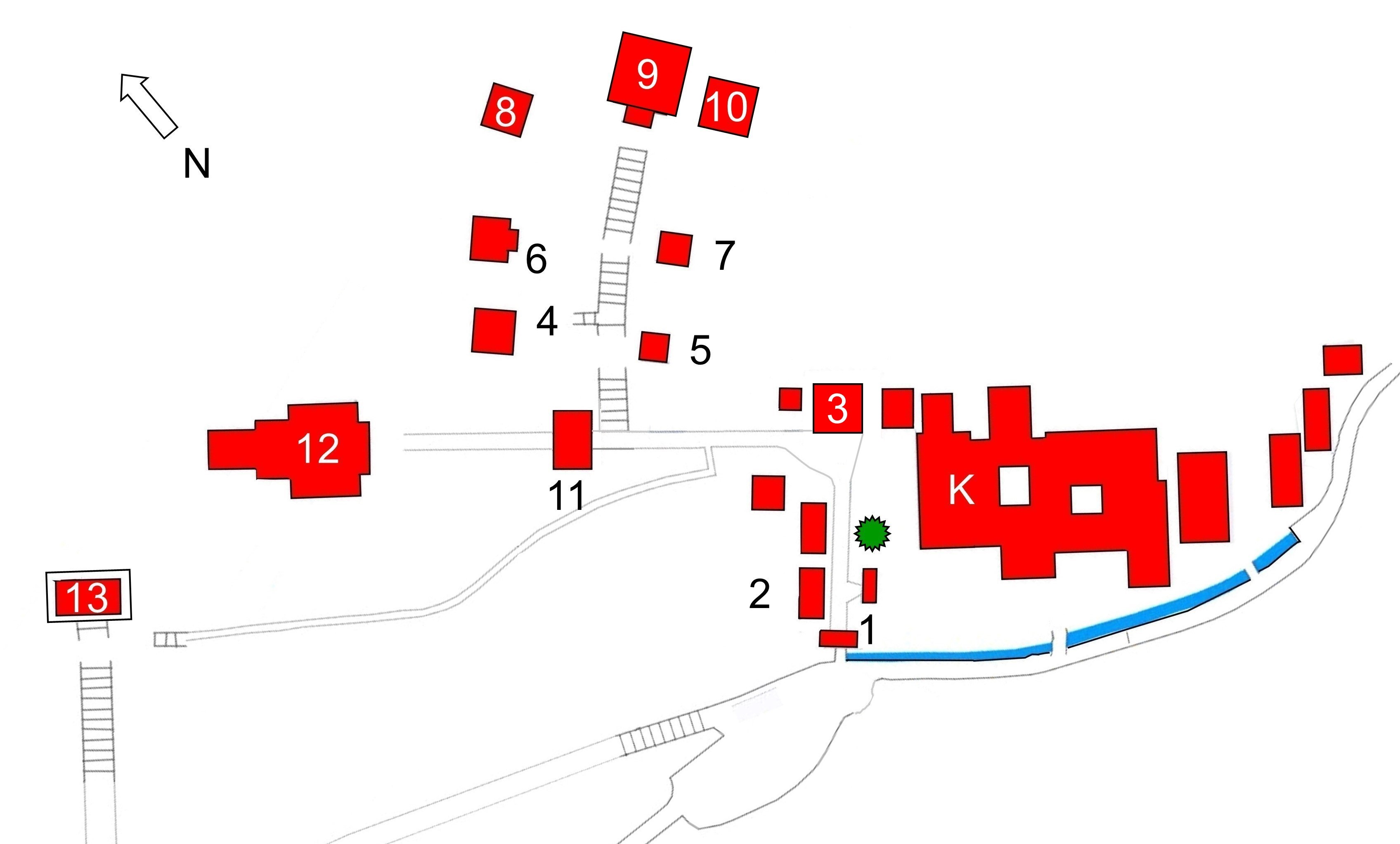
Plan der Anlage (s. Text)

Der Shiromine-ji (japanisch 白峯寺) mit den Go Ryūshōzan (綾松山) und Dōrinin (洞林院), auf halber Höhe des Berges Shiromine in der Stadt Sakaide (Präfektur Kagawa), ist ein Tempel der Shingon-Richtung des Buddhismus. In der traditionellen Zählung ist er der 81. Tempel des Shikoku-Pilgerwegs.

## Geschichte
Der Überlieferung nach soll Priester Kūkai im Jahr 815 zu diesem Ort gekommen sein und in einer Quelle nach Wunschjuwelen gegraben haben. Sein Schüler Enchin (814–881) soll aus dem Holz eines heiligen Baums (霊木, Reiboku) eine tausendarmige Kannon geschnitzt haben, die zum Kultgegenstand wurde.
Als während der Hōgen-Rebellion im Jahr 1164 Kaiser Sutoku (崇徳) fliehen musste, kam er in die Provinz Sanuki, wo er sich niederließ und dann später auch starb. Für ihn wurde ein Grab und auch eine Andachtsstätte, Tempel Tonshō-ji (頓證寺), errichtet. Er wurde später an die heutige Stelle verlegt und in Toshō-jiin (頓證寺院) umbenannt.

## Die Anlage
Schon unten im Tal passiert man das Erste Tor (一の門, Ichi no mon), weiter oben kommt man an zwei 13-stöckigen Steinpagoden vorbei. Sie sind etwa 2 m hoch und stammen laut Inschrift aus den Jahren 1278 und 1324 und als Nationalschatz registriert. Dann betritt man die weiträumige Tempelanlage durch das eigentliche Tempeltor (山門, Sammon; 1). Das jetzige stammt aus dem Jahr 1803 und ist als Tor im Kōrai-Stil ausgeführt, hier mit einem zusätzlichen Flügel auf jeder Seite. Auf der rechten Seite erstreckt sich der groß angelegte Klosterkomplex (本坊, Hombō; K), deren Gästebereich gleich rechts durch ein eigenes Tor zugänglich ist. Dort steht auch die hochgewachsene Momi-Tanne, auf dem Plan grün eingezeichnet. Gegenüber, auf der linken Seite, steht das Teehaus (茶堂, Chadō; 2). Voraus sieht man die Goma-Halle (護摩堂; Gomadō; 3).
Dann biegt der Weg nach links ab. Nach 40 m, kurz vor dem prächtige „Tor für den kaiserlichen Gesandten“, das Chokugakumon (勅額門; 11; Nationalschatz), steht rechts der durch ein Dach geschützte Mizuko-Jizō (水子地蔵), zu dem nach Fehlgeburten gebetet wird. Gleich dahinter beginnt rechts eine lange Treppe, die bis zur Haupthalle (本堂, Hondō; 9) führt. Auf dem Weg dahin folgen links und rechts an der Treppe die Yakushi-Halle (薬師堂; 4), die Glockenhalle (鐘楼堂; Shōrōdō; 5), die Gyōsha-Halle (行者堂; 6), die Ekōdō (廻向堂; 7) und die Amida-Halle (阿弥陀堂; 8). Etwas abgesetzt ist die Halle zum Gedenken an den Tempelgründer, die Daishidō (大師堂; 10).
Kehrt man zurück zu der Treppe und wendet sich nach rechts, hat man das  vor sich. Dahinter sieht man das Toshō-jiin (12). Die Gebäude wurden 1680 von den Fürsten des Takamatsu-Klans, Matsudaira Yorishige (松平頼重) und Matsudaira Yoritsune (松平頼常) wiederhergestellt. Die Andachtshalle (拝殿) ist mit Holzschindeln (檜皮葺) gedeckt. Im Vorgarten wurden Tachibana-Zitronen (橘, Tachibana) und Kirschbäume gepflanzt. Die ganze Anlage soll an den Kaiserpalast in Kioto erinnern, der aufgegeben werden musste.
Etwas außerhalb liegt das von einem Gitter umgebene Shiromine Goryū (白峯御陵; 23), das Grab des Kaisers Sutoku.

## Bilder

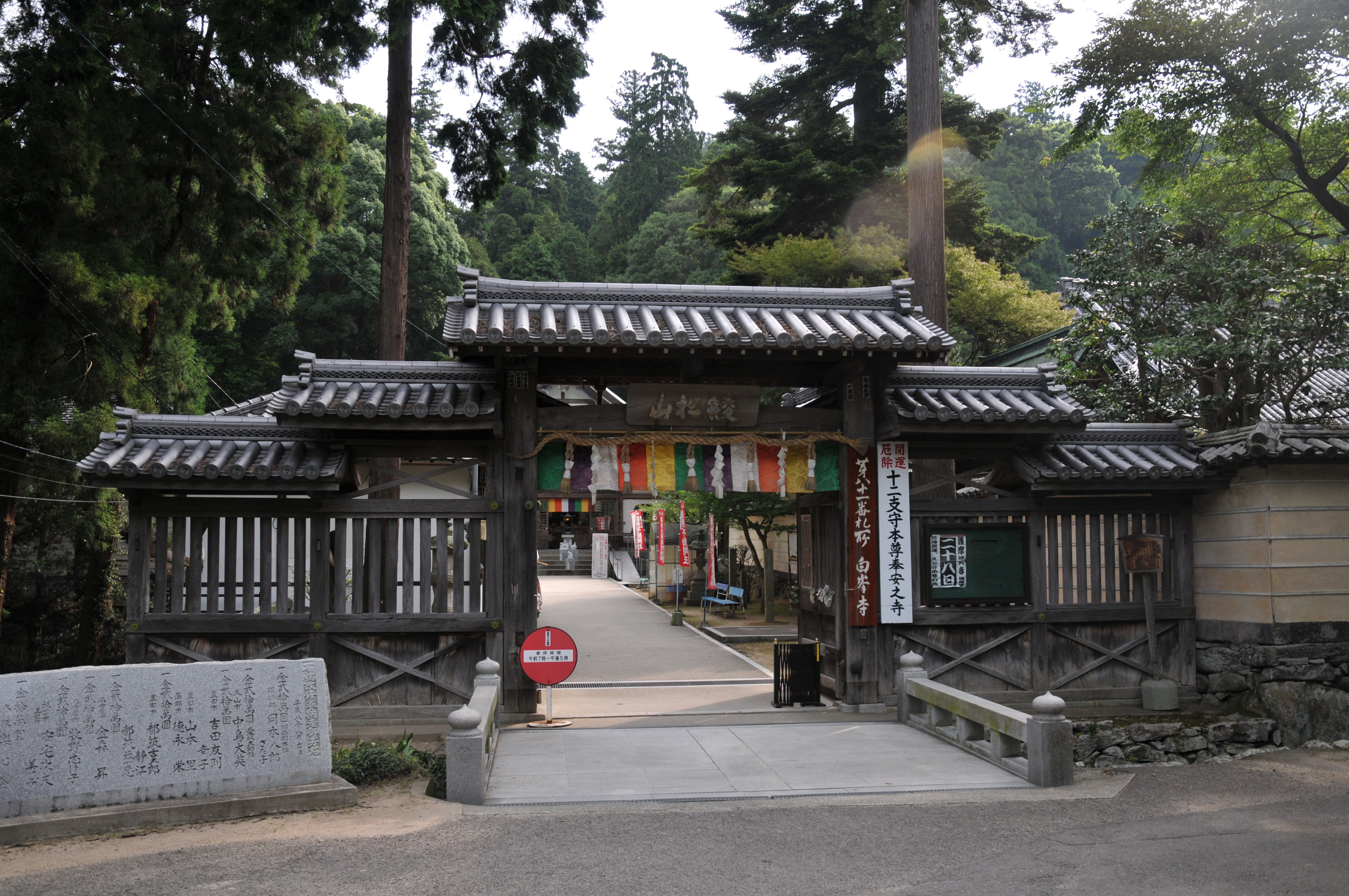
Tempeltor
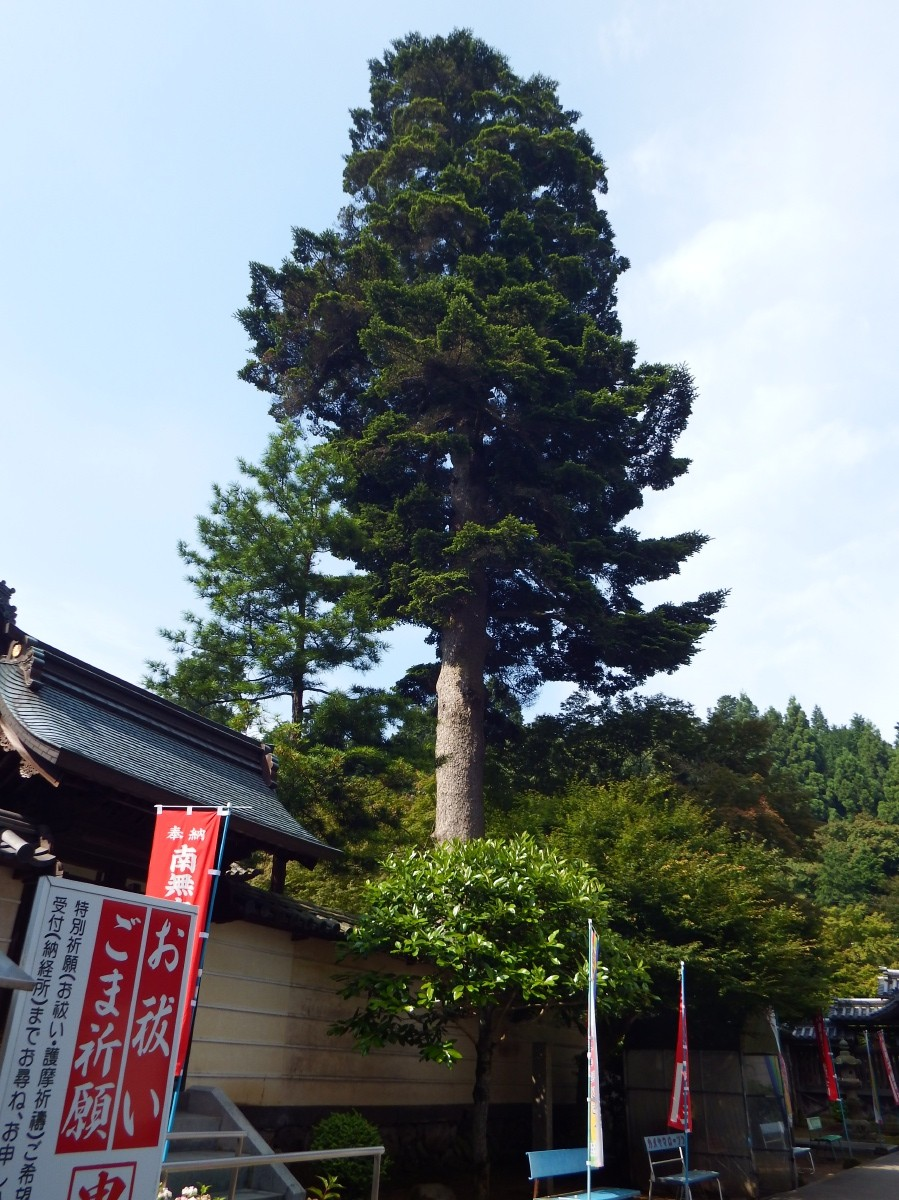
Momi-Tanne
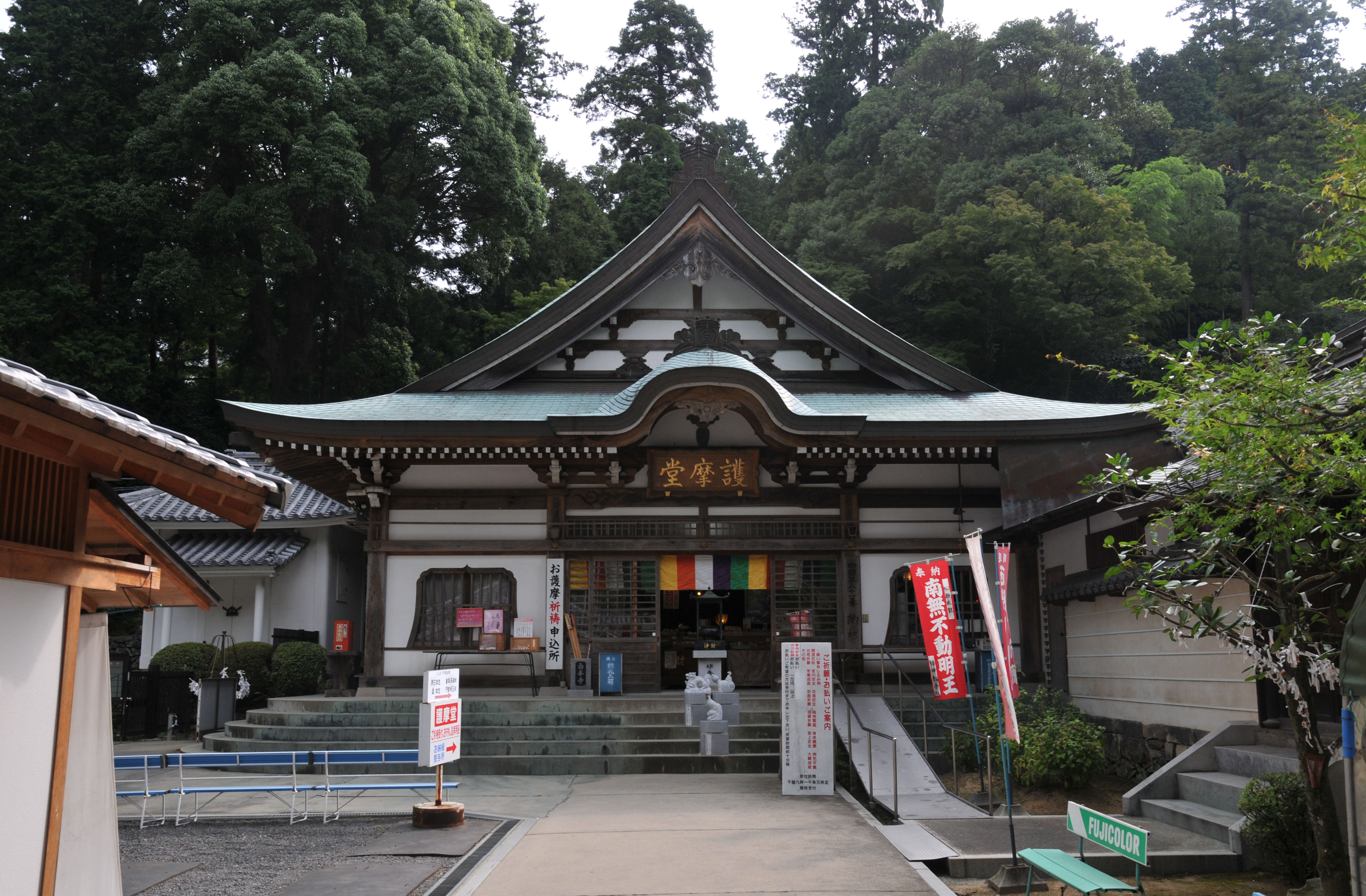
Goma-Halle
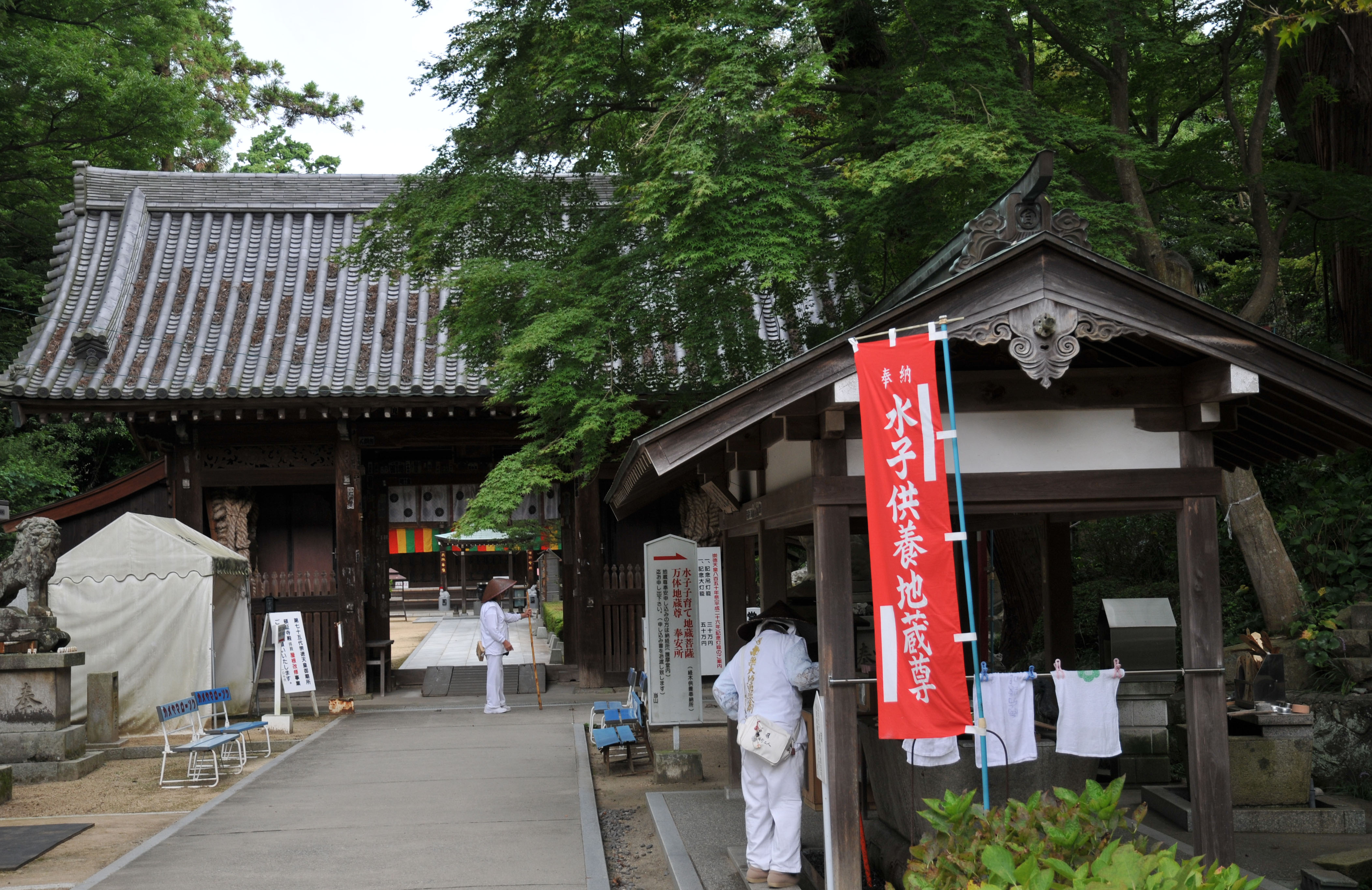
Tor zum Toshō-jiin
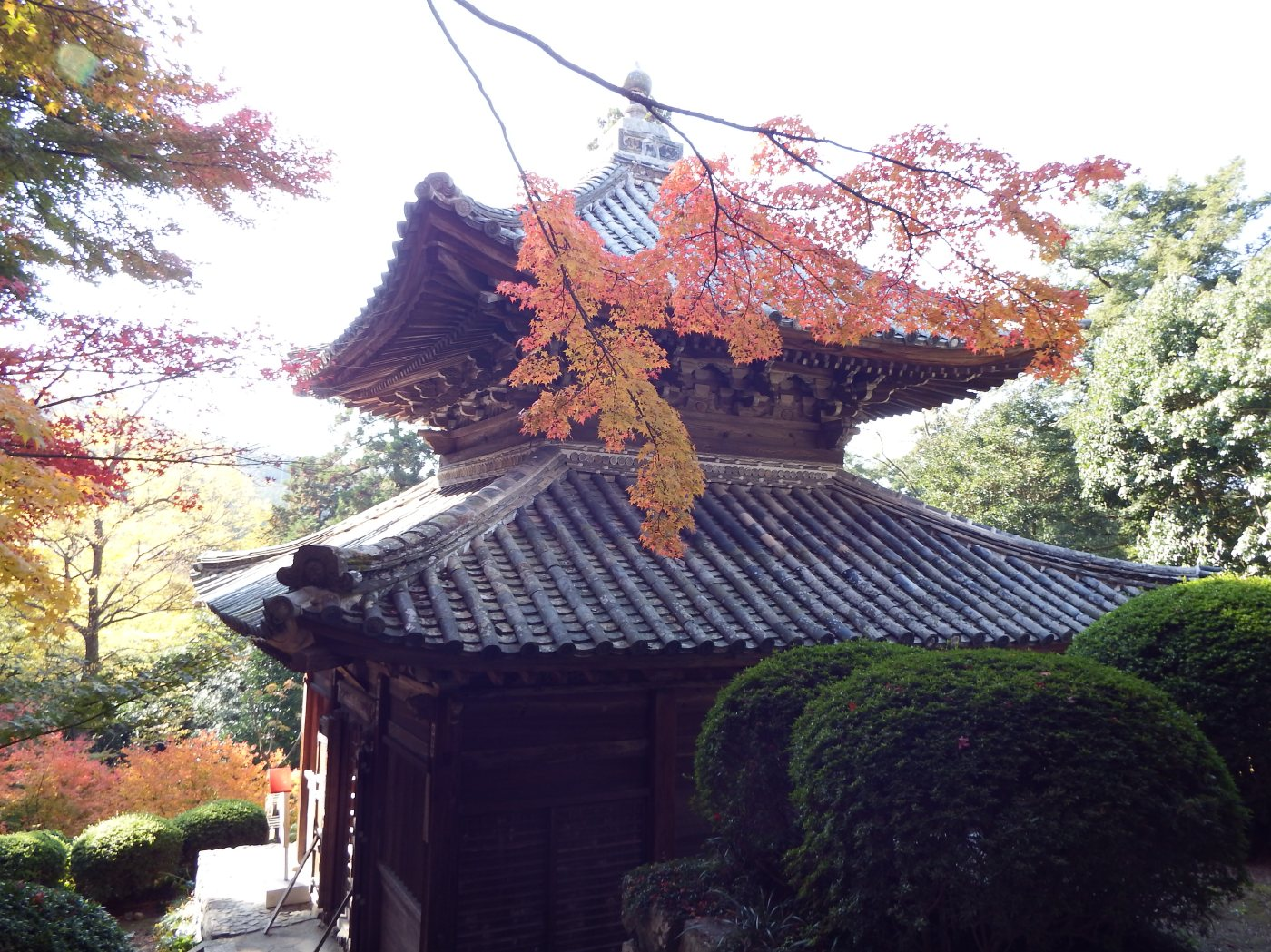
Yakushi-Halle
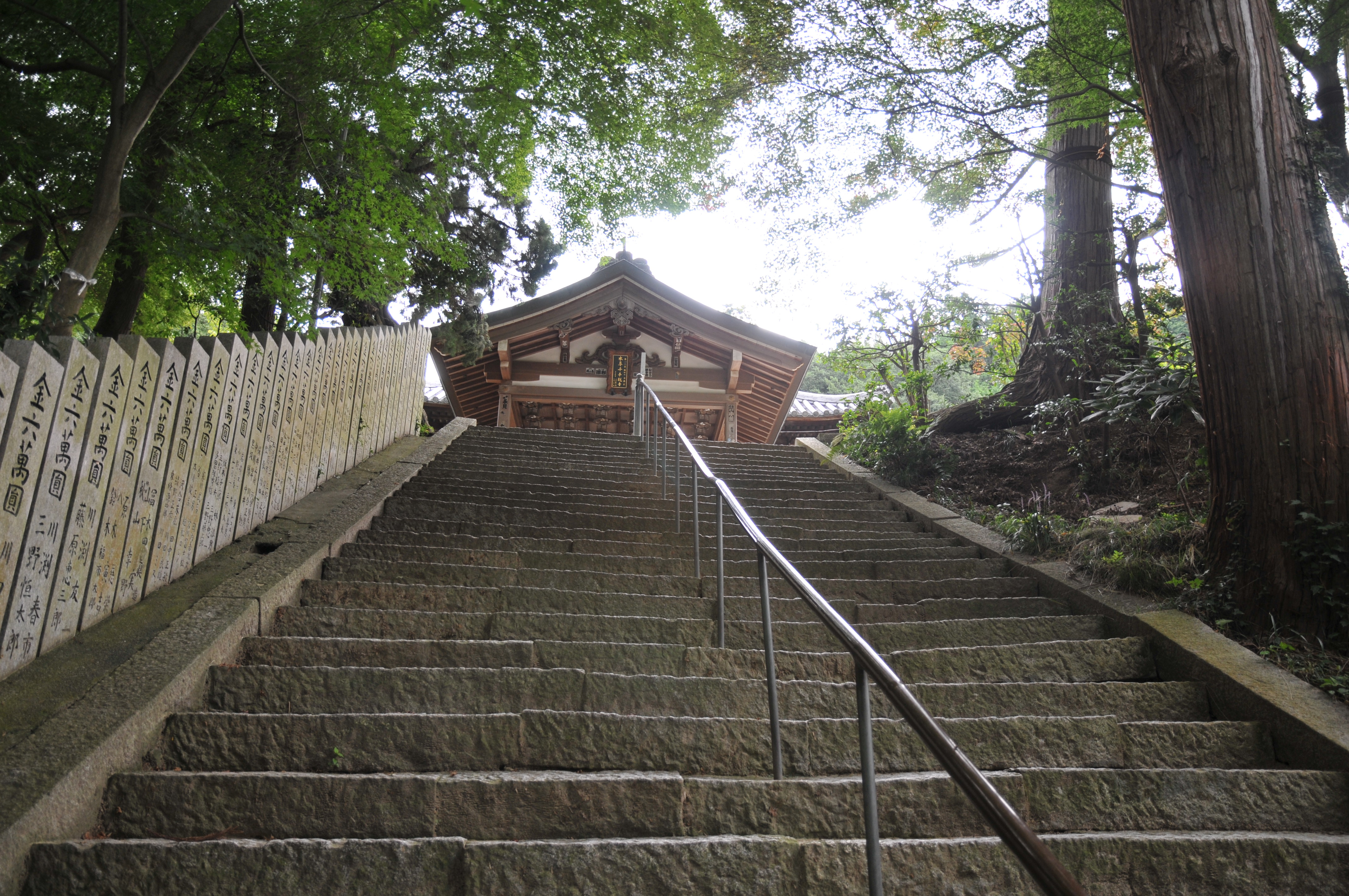
Treppe zur Haupthalle
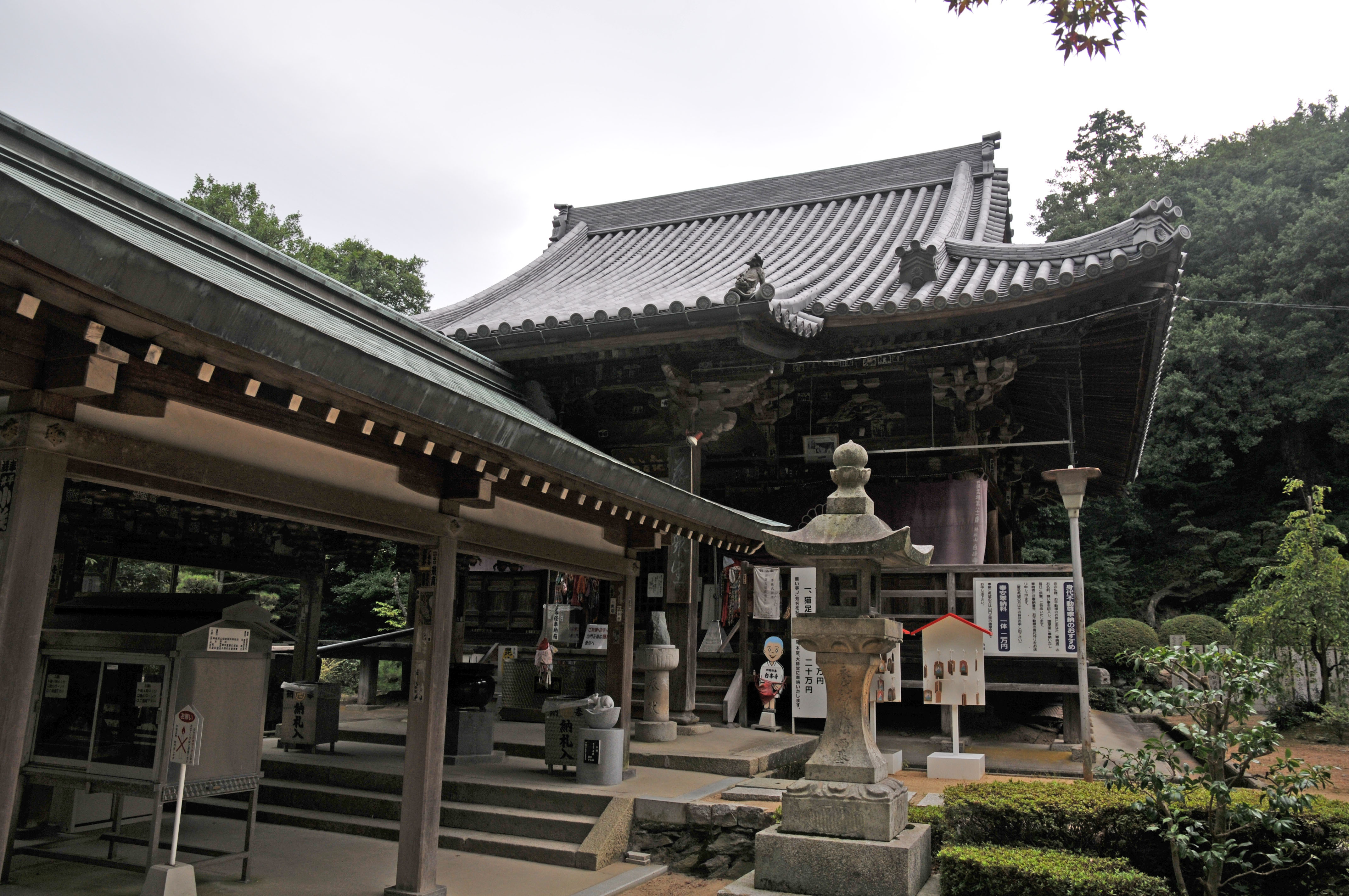
Haupthalle
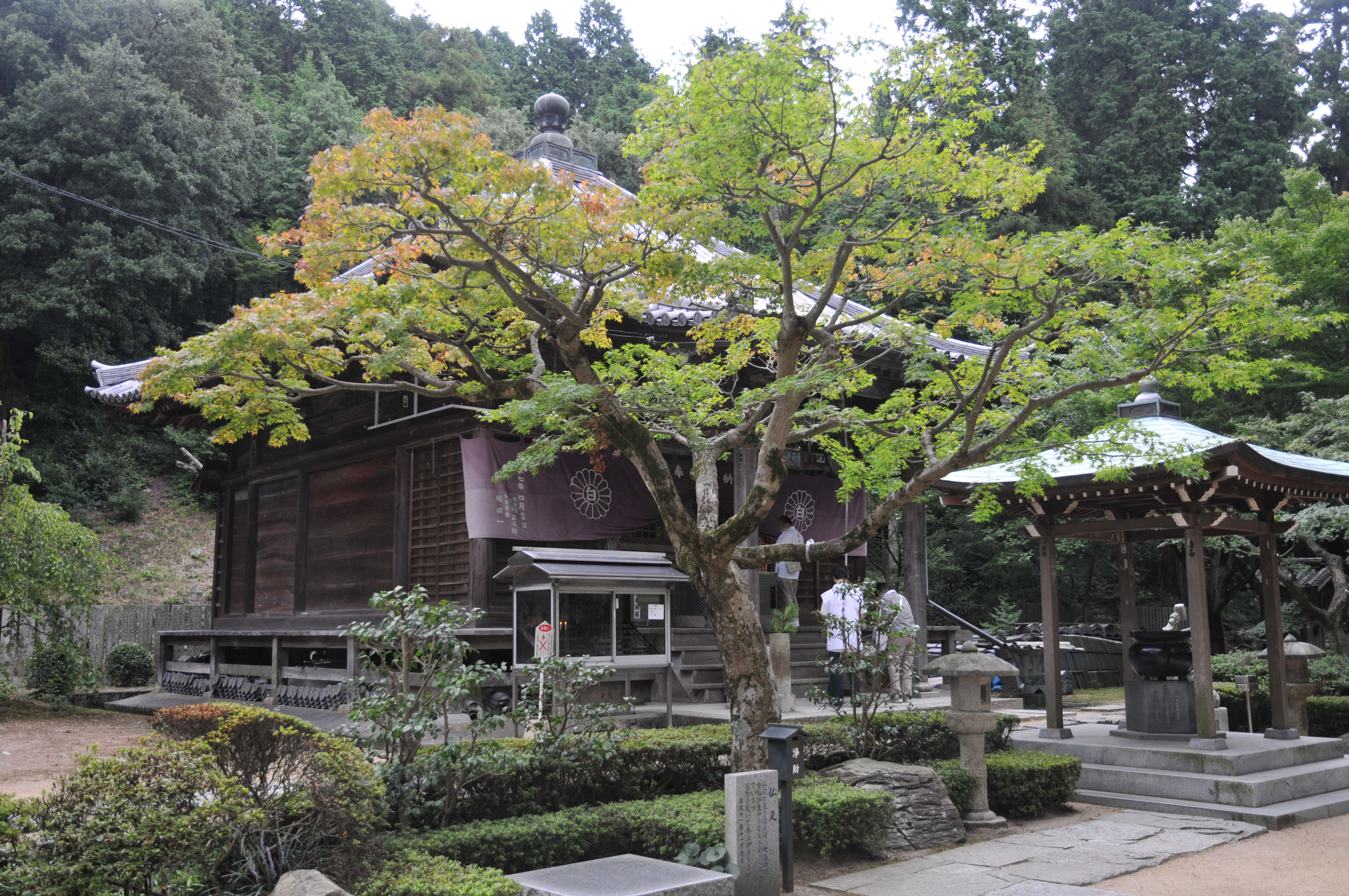
Daishidō